# Дмитриевы Горы
Дмитриевы Горы — село Меленковского района Владимирской области России. Центр Дмитриевогорского сельского поселения.

## География
Расположено в 23 км от города Меленки на берегу реки Оки.

## История
Одна из версий связывает название Дмитриевы Горы с именем князя Дмитрия Донского, который в этом месте переправлялся через Оку во время своего похода к Куликову полю.
До революции центр Димитровско-Горской волости Меленковского уезда. В 1859 году в деревне числилось 249 дворов, в 1905 году — 319 дворов.
В годы Советской власти центр Дмитриево-Горского сельсовета Ляховского района, с 1963 года — Меленковского района, центральная усадьба колхоза «Большевик».

## Население
| 1859 | 1897  | 1905  | 1926  | 2002  | 2010  | 2021  |
| ---- | ----- | ----- | ----- | ----- | ----- | ----- |
| 1406 | ↗1854 | ↗2585 | ↗2997 | ↘1339 | ↘1268 | ↘1010 |

## Инфраструктура
В селе расположены Дмитриевогорская средняя общеобразовательная школа (новое здание построена в 1986 году), детский сад №21, дом культуры, врачебная амбулатория, отряд государственной противопожарной службы, операционная касса №93/0110 Сбербанка России, участковый пункт полиции, отделение федеральной почтовой связи.

## Экономика
- СПК ПЗ "Дмитриевы Горы"

## Достопримечательности
В селе расположена действующая церковь Покрова Пресвятой Богородицы (2016). В 1836 году в семье священника Покровской церкви Тихона Экземплярского родился сын Илья, в будущем Иероним — епископ Чигиринский, затем епископ Тамбовский и Шацкий, епископ Литовский и Виленский и наконец архиепископ Варшавский и Привислинский (1898—1905).

## Транспорт
Автобусное сообщение представлено пригородными маршрутами №№107 (Меленки — Малый Санчур, отдельные рейсы до Дмитриевых Гор), 108 (Меленки — Дмитриевы Горы — Воютино).